# Sarrasani
Sarrasani ist der Name eines bekannten Zirkus-Unternehmens, das in Dresden ansässig war. Mit der Zerstörung des 1912 eingeweihten festen Zirkusbaus in der heutigen Sarrasanistraße in der Inneren Neustadt im Zweiten Weltkrieg ging der Zirkus Sarrasani in Deutschland unter. 1956 erfolgte die Neugründung durch Fritz Mey, dem Vater des späteren Zirkuschefs André Sarrasani.

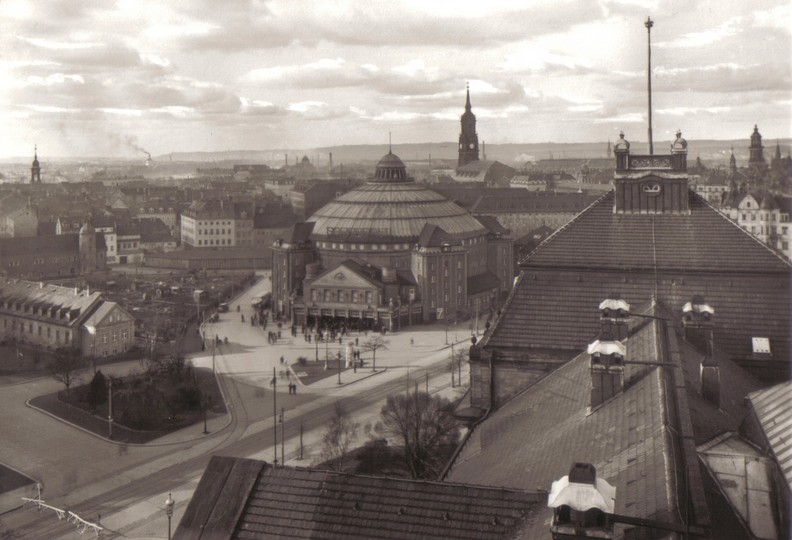
Zirkus Sarrasani nach der Eröffnung 1912. Carolaplatz in der Neustadt, im Hintergrund die Dreikönigskirche.

## Zirkusbetrieb

### Hans Stosch-Sarrasani sen.
Seit Ende des 18. Jahrhunderts ist eine Familie Stosch in der Lößnitz nachweisbar. Der „Oeconom und Weinberg-Besitzer“ Ferdinand Traugott Stosch (1794–1855) war Mitglied des Gemeinderats von Oberlößnitz. Sein Neffe Albert Stosch (1835–1900), Vater von Hans Stosch, setzte sich ab 1895 in Oberlößnitz zur Ruhe.
Sein 1873 in Lomnitz (Posen) geborener Sohn Hans schloss sich 1888 der bayrischen Wanderschau Kolzer an und arbeitete sich vom Stallburschen zum bekannten Dressur-Clown hoch, als welcher er sich ab 1892 den Künstlernamen „Giovanni Sarrasani“ gab. Sarrasani trat bereits vor 1900 in Strehlen, einem Stadtteil von Dresden, seiner späteren Zirkusheimat, mit einem Minizirkus auf, der aus Hunden, Affen, einem Bären und einem Schwein bestand.

### Circus Sarrasani

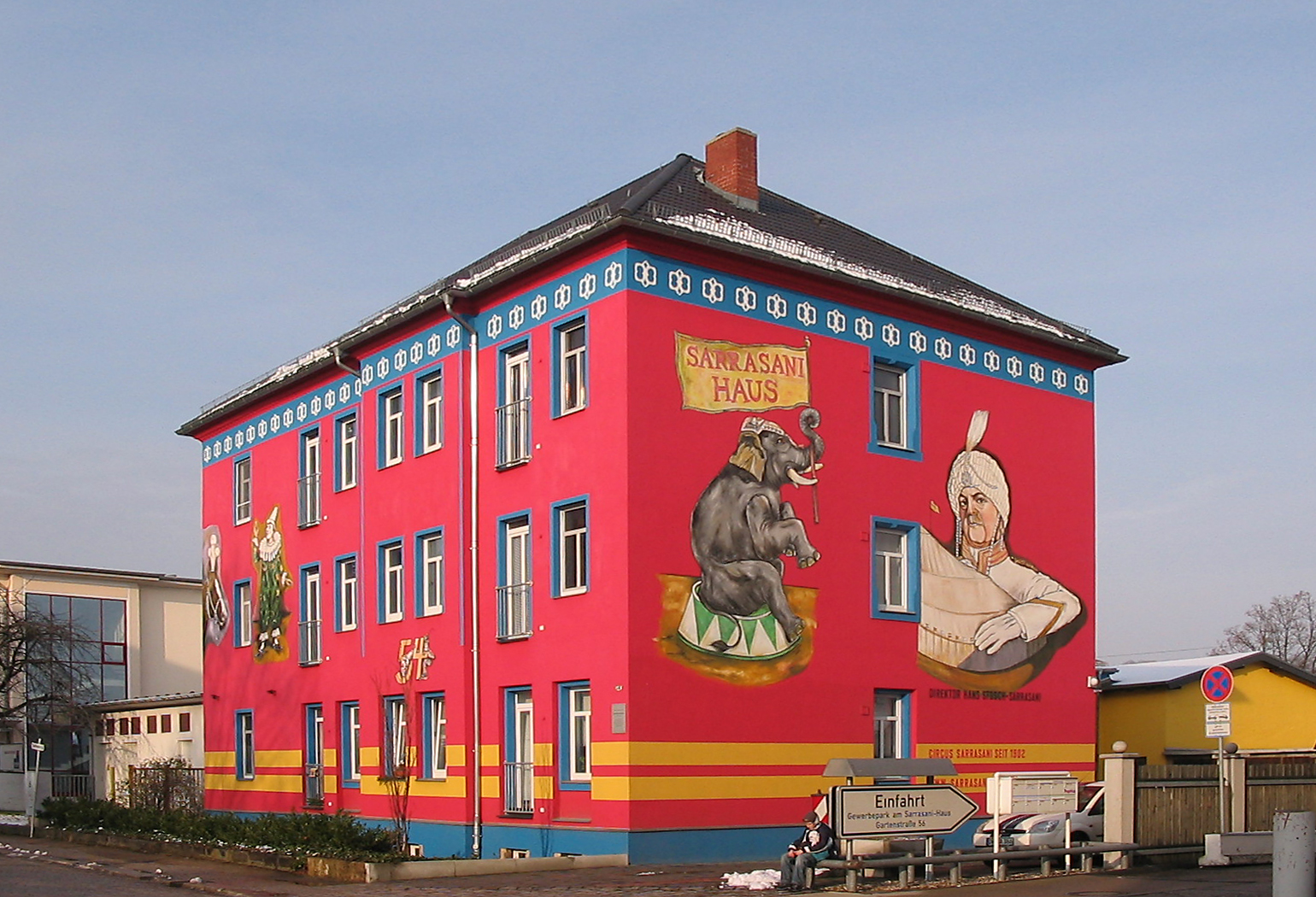
Sarrasanihaus in Radebeul mit einem Bild von Hans Stosch-Sarrasani sen. in seinem Maharadschakostüm

Am 20. März 1901 zog er in das zu Oberlößnitz benachbarte Radebeul in die Gartenstraße 30. In einem Nebengebäude auf dem Grundstück Gartenstraße 54 baute er im Winter des Jahres mit Unterstützung einheimischer Handwerker, unter anderem des Stellmachermeisters Paul Thalheim, ein eigenes Zirkusunternehmen auf. Dieser Wanderzirkus mit 3600 Plätzen erlebte am 30. März 1902 in Meißen seine Premiere als „Circus Sarrasani“, der „modernste Circus der Jetztzeit“.
Ab 1904 ergänzte sein Inhaber und Direktor den bisherigen Familiennamen um den Künstlernamen und nannte sich fortan Hans Stosch-Sarrasani senior, zur Unterscheidung von seinem 1897 geborenen Sohn Hans Stosch-Sarrasani junior.
Der „größte und eleganteste Zelt-Circus Europas“ (aus einer Sarrasani-Anzeige von 1902) ging von Radebeul aus auf Reisen. Sein Weg führte ihn regelmäßig in die Residenzstadt Dresden, die durch Gastspiele von Ernst Renz als „gute Zirkusstadt“ bekannt war. Sarrasani spielte dort mit Vorliebe auf dem freien Platz neben dem Jägerhof in der Neustadt, wo bereits 1746 ein Hetz-Amphitheater gestanden hatte.

### Circus-Theater 5000

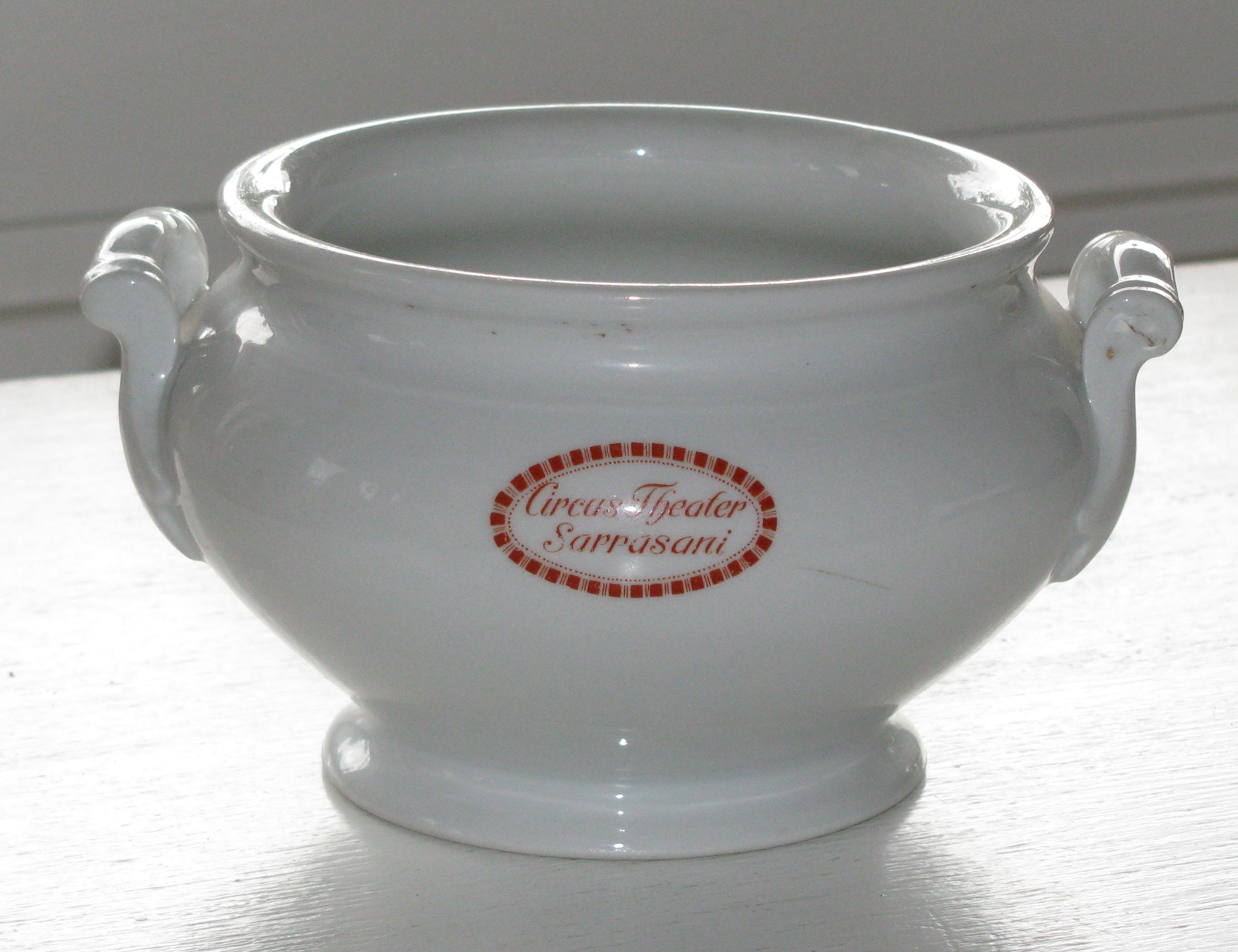
Suppentasse mit Aufdruck „Circus-Theater Sarrasani“ und unterseitiger Bodenmarke J. G. Klingner, Dresden

Nachdem Stosch-Sarrasanis Versuche, einen stationären Zirkus zu errichten, in anderen Städten wie Berlin fehlgeschlagen waren, orientierte er sich auf das Gelände in Dresden-Neustadt und fand bei den Stadtvätern Dresdens großes Entgegenkommen. Am 27. Mai 1910 verkaufte die Stadtgemeinde Dresden diesen inzwischen erweiterten „nach vorläufiger Maßermittlung ungefähr 5632 m² großen Baublock zum Preise von 80 (achtzig) Mark - Pf für den m² [an Hans Stosch-Sarrasani sen. (Hans Erdmann Franz Stosch) mit der Auflage,] binnen einunddemselben Jahre von der Übergabe des Landes an einen massiven Zirkus zu errichten, der im Innern allen Ansprüchen der Neuzeit und in seiner äußeren Gestaltung höheren stadttypischen architektonischen Ansprüchen entspricht und mit der Errichtung des Zirkusgebäudes noch im Jahre 1910 zu beginnen sowie diesen Zirkus dauernd außer zu Zirkusdarbietungen auch zu großen Versammlungen, musikalischen Aufführungen und sonstigen Veranstaltungen entgeltlich zur Verfügung zu stellen …“ (aus §1 und §7 des Kaufvertrages.)

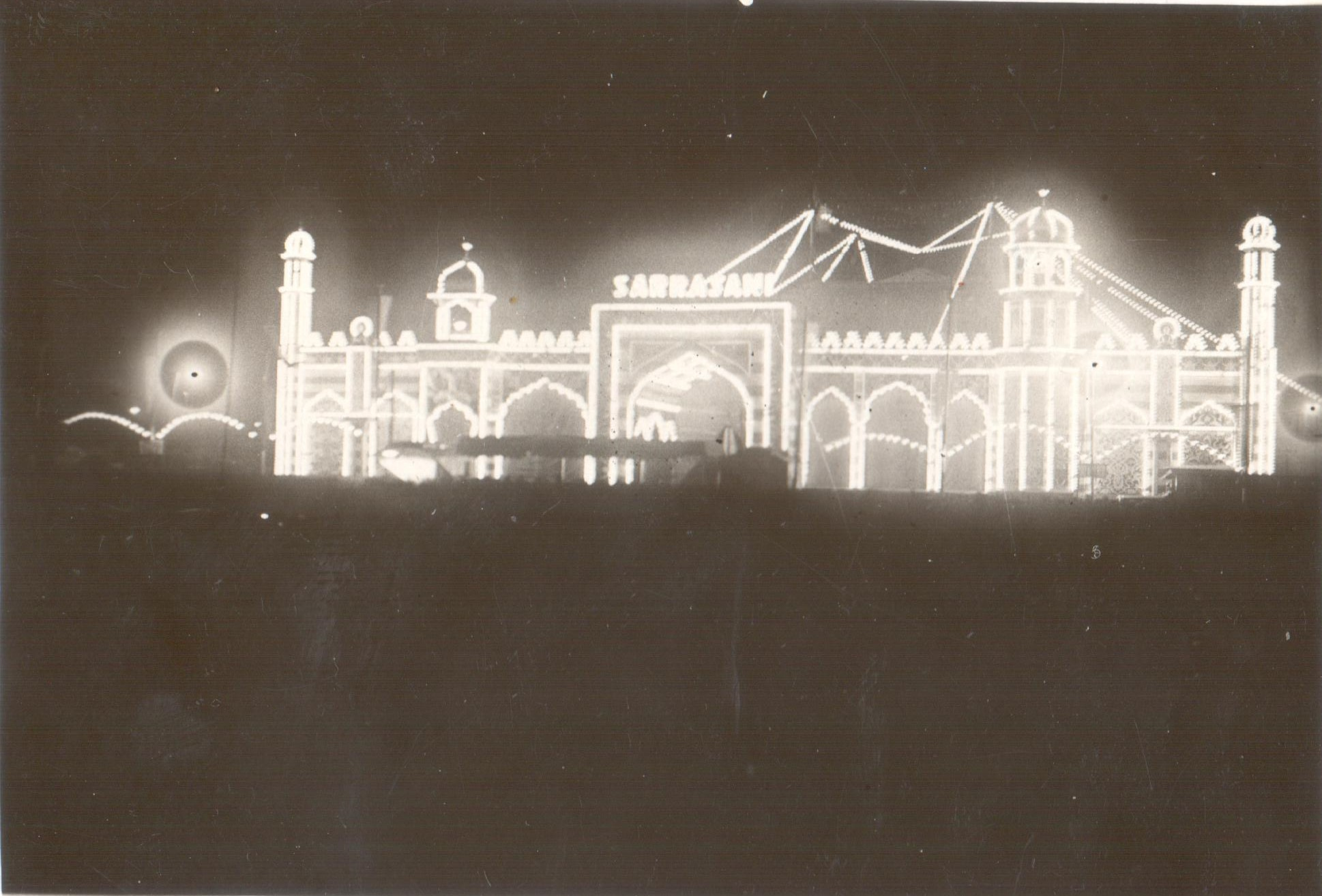
Zelt des Circus Sarrasani bei Nacht in Nürnberg (Juni 1929)

Das Gebäude wurde von dem aus Chemnitz stammenden, als Theaterspezialisten bekannten Münchner Architekten Max Littmann entworfen und durch die Bauunternehmung Heilmann & Littmann ausgeführt. Im Mai 1911 begannen die Bauarbeiten, an denen über 20 Firmen beteiligt waren. Obwohl einige Meinungsverschiedenheiten zwischen den beiden Kontrahenten Stosch und Renz die Arbeiten hinauszögerten, wurden die Bauarbeiten am Zirkus Sarrasani am 19. September 1912 erfolgreich beendet. Im selben Jahr meldete Stosch-Sarrasani seinen Hauptwohnsitz in Radebeul ab, blieb der Stadt jedoch zeit seines Lebens verbunden. So ehrte er den Schriftsteller Karl May an seinem Grabmal und besuchte mit seinen Zirkusindianern das Karl-May-Museum.

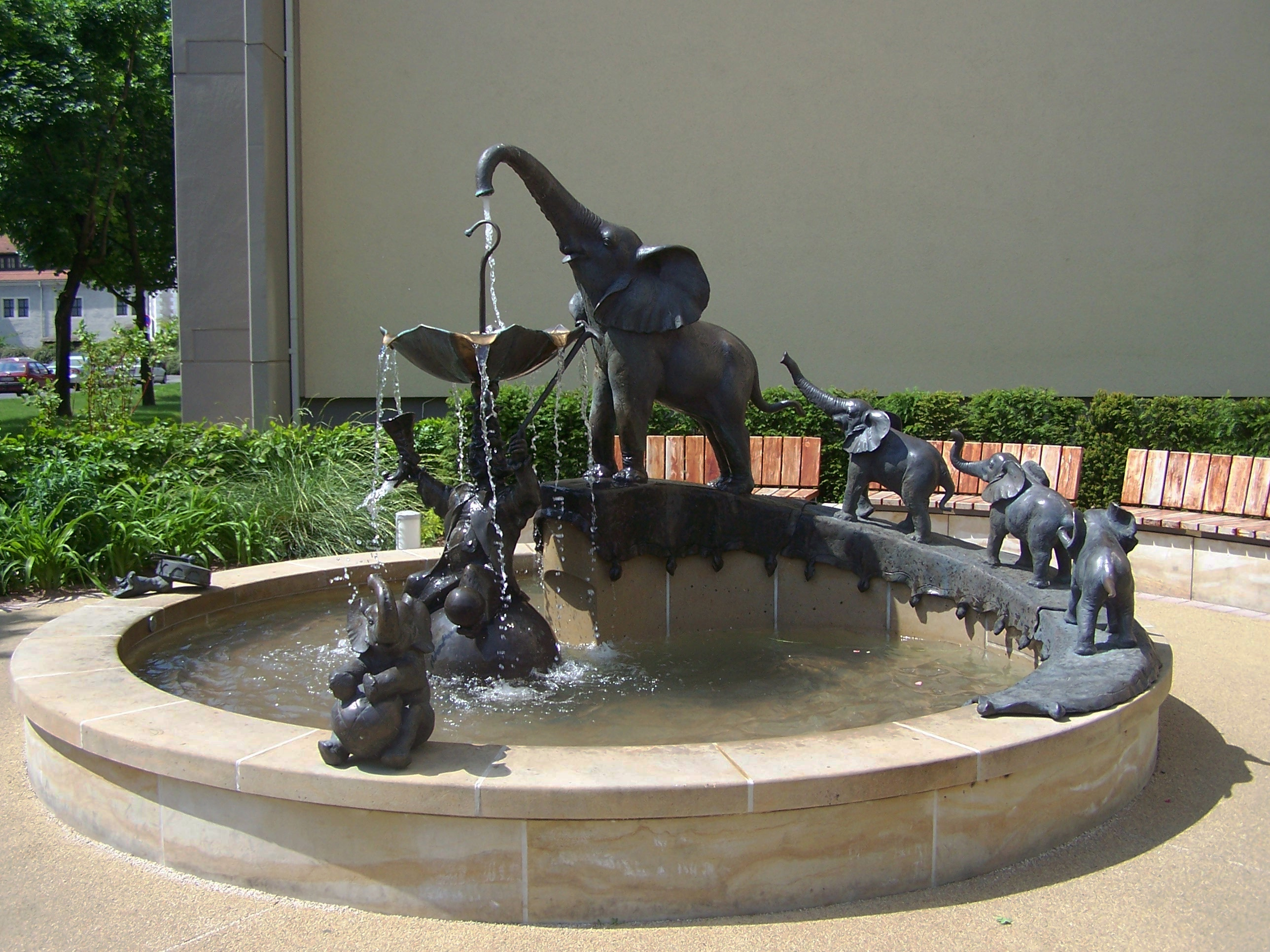
Der Sarrasani-Brunnen am Carolaplatz erinnert heute an das zerstörte Sarrasani-Theater.

Am 22. Dezember 1912 wurde das „Circus-Theater 5000“ am Königin-Carola-Platz als erster fester Zirkusbau Europas mit einer grandiosen Wohltätigkeitsveranstaltung unter Anwesenheit der königlichen Familie eingeweiht. In dem Gebäude fanden nach polizeilichen Unterlagen 3860 Menschen Platz. „Die Eröffnung des Zirkus Sarrasani war die Sensation dieses vierten Advents für die hiesigen Gesellschaftskreise. Was Sarrasani der Stadt Dresden gegeben hat, erlebten wir gestern; die kommenden Wochen werden zeigen, was die Stadt Dresden Sarrasani zu geben hat.“ (Dresdner Neueste Nachrichten, 1912)

Mehrere Lakota-Indianer aus den Vereinigten Staaten und der Artist Gustav Grade, 2. von links, arbeiteten für Sarrasani, 1931–1932.

1926/1927 besaß der Zirkus zwei Riesenzelte für je 10.000 Zuschauer, 800 Mitarbeiter, 250 Pferde, 100 Raubtiere, 22 Elefanten und 175 Fahrzeuge. Zusätzlich zu den Zirkusvorstellungen im festen Bau gingen die Artisten mit vielen Tieren auf Tournee innerhalb Europas. So befanden sich etliche Tiere, Menschen und Dienstleister wie Kostümbildner im Januar 1932 beispielsweise in Antwerpen. Hier brach in der Nacht vom 12. auf den 13. Januar ein Brand aus, bei dem zwölf Elefanten ums Leben kamen sowie ein wesentlicher Bestand der Künstlergarderoben vernichtet wurde. Menschen kamen nicht zu Tode. Unklar blieb, ob das Feuer Ergebnis einer Brandstiftung war.
Im Jahr 1934 starb Hans Stosch-Sarrasani sen. in São Paulo.
Ein Beschluss der Stadt Radebeul, Hans Stosch-Sarrasani sen. die Ehrenbürgerwürde zu verleihen, konnte aufgrund des unerwarteten Todes nicht mehr durchgeführt werden.

### Hans Stosch-Sarrasani jun.
Nach dessen Tod trat Hans Stosch-Sarrasani junior die Nachfolge als Zirkusleiter an. Er teilte den Circus: Während ein Sarrasani-Unternehmen in Deutschland spielte, reiste ein zweites unter Leitung seiner Frau Trude Stosch-Sarrasani, unterstützt durch Fritz Mey, durch Argentinien. Er reduzierte Personal, Tiere und Künstler. 1938 kaufte er die Radebeuler Villa Neufriedstein 1 als Wohnsitz und „Ruheheim für verdiente Sarrasani-Artisten“. Ab 1940 firmierte sein Unternehmen als „Sächsischer Heimatzirkus“. 1941 starb Hans Stosch-Sarrasani jun. während eines Berlin-Gastspiels. Nachdem Sarrasani das Gebäude nicht mehr selbst bespielte, lösten Pächter und Produzenten einander ab. Oft blieb es ungenutzt. Am 13. Februar 1945 wurde das Sarrasani-Theater durch die Luftangriffe auf Dresden zerstört und danach nicht wieder aufgebaut.
Nach der Zerstörung floh Trude Sarrasani mit einem Teil der Mitarbeiter auf das Rittergut Prossen, dem Auslagerungsdepot des Zirkus. Sie setzte die Flucht in den westlichen Teil Deutschlands fort und ernannte ihren Kassierer Heinz Schmitter zum Betriebsdirektor. Schmitter verpfändete, angeblich zur Deckung einer Steuerschuld, die Sarrasani-Bestände an das Finanzamt und erwarb diese dann selbst und baute damit einen „Circus S., früher Sarrasani“ auf. Diesen benannte er später in „Circus Scharivari“ um. Im Frühjahr 1946 wollte Schmitter mit dem Zirkus auftreten, es fehlte ihm aber die Lizenz dafür. Daher verband er sich mit dem Leipziger Zirkusunternehmer und Sensationsdarsteller Cliff Aeros, der seit 1945 eine Lizenz besaß. Dieser machte Schmitter zum Direktor des „Circus Aeros“ in Dresden.
1948 übersiedelte die Witwe Trude Stosch-Sarrasani nach Argentinien, wo sie bis 1972 mit Unterbrechungen den Circo Sarrasani-Shangri La betrieb. 1992 besuchte sie wieder Dresden und Radebeul, wo sie ihr auf Neufriedstein gelegenes Artisten-Ruheheim der Diakonie übereignete. Am 4. Juni 2009 verstarb Trude Sarrasani im Alter von 96 Jahren in San Clemente del Tuyú.

### Neugründung

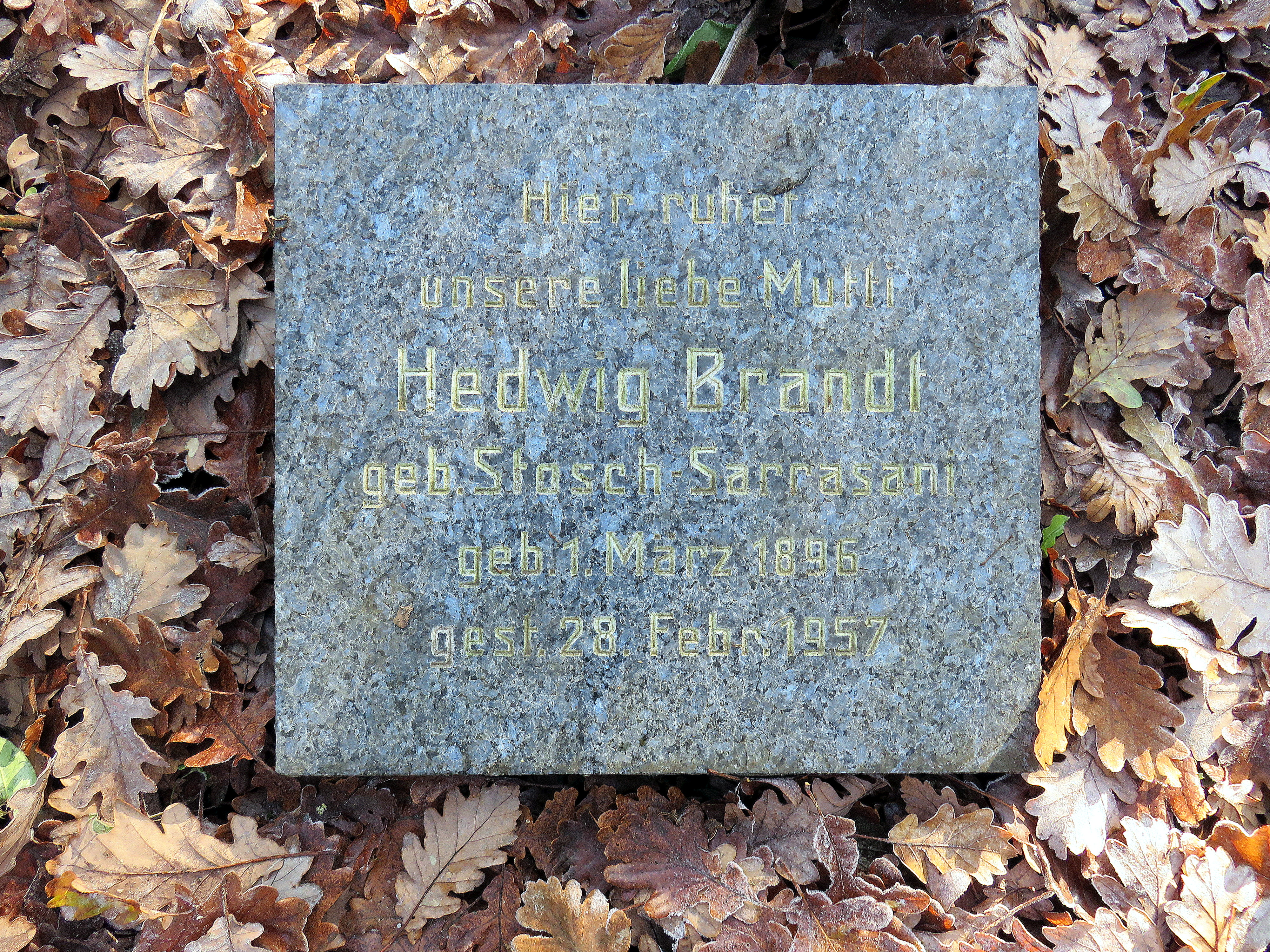
Historischer Grabstein auf dem Friedhof Ohlsdorf für Hedwig Stosch-Sarrasani, verh. Brandt

In Deutschland erfolgte 1956 in Mannheim die Neugründung durch Fritz Mey, den Vater des heutigen Zirkuschefs André Sarrasani, und die Sarrasani-Tochter Hedwig Stosch-Brandt (1. März 1896 Berlin – 28. Februar 1957 Hamburg. Ihr Grabstein steht im Garten der Frauen auf dem Ohlsdorfer Friedhof in Hamburg). Für die Verdienste zur Wiederbelebung der deutschen Zirkuskultur erhielt Mey das Bundesverdienstkreuz 1. Klasse. Von 1980 bis 2000 übernahm Ingrid Stosch-Sarrasani (* 28. Juni 1933; † 28. April 2022) die Zirkusdirektion. Unter ihrer Leitung entstand die Show „Circus-Poesie“, ihr größter Publikumserfolg.
Sarrasani trat 1990 nach über 45 Jahren wieder in Dresden auf. Zwei Jahre später feierte Sarrasani sein 90-jähriges Jubiläum ebenfalls in Dresden. 1999 erhielt eine Straße in Radebeul den Namen der Zirkusfamilie.

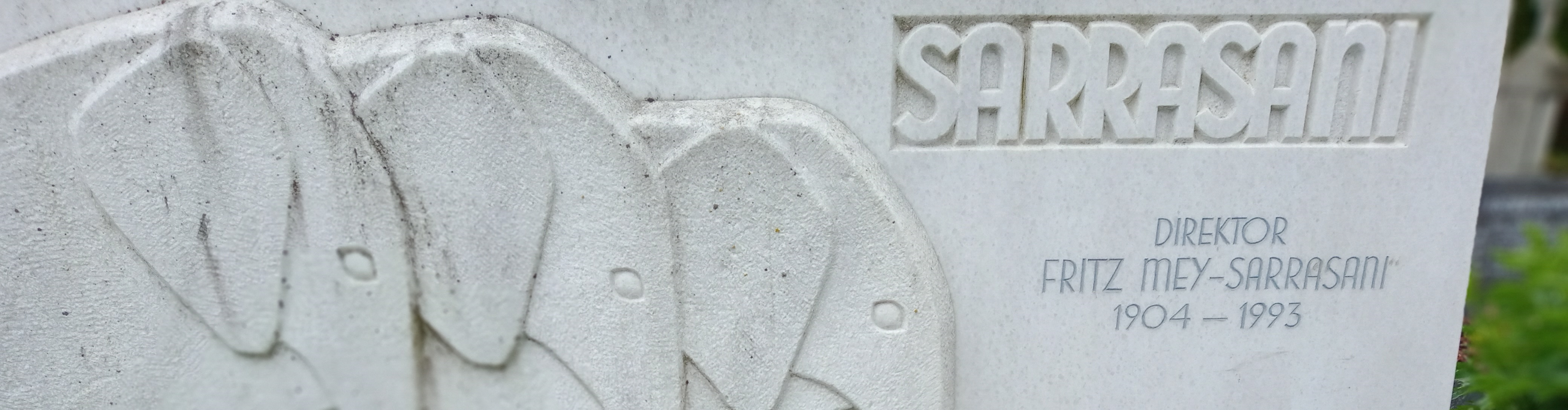
Grab von Fritz Mey auf dem Friedhof Mörlenbach, wo der Zirkus Sarrasani sein Winterquartier hatte

Seit 2000 leitet der 1972 geborene André Sarrasani, unehelicher Sohn der als Ingrid Stosch-Sarrasani adoptierten Artistin Ingrid Wimmer und Fritz Mey, den Traditions- und Familienbetrieb. Er entwickelte den traditionellen Zirkus zu einem Entertainmentunternehmen, das bis 2016 unterschiedliche Events von der Großillusion bis zum Dinner-Varieté veranstaltete.
2004 kehrte Sarrasani mit der Dinner-Varieté-Show „Trocadero“ nach Dresden zurück. Neben den regelmäßigen Veranstaltungen richtete Sarrasani beispielsweise 2007 die Show zum 80. Geburtstag des ehemaligen Außenministers Hans-Dietrich Genscher in Berlin aus. Ab 2008 war die Show „Circussterne“ auf Deutschlandtournee.
Am 1. Juli 2016 meldete die Sarrasani GmbH Insolvenz an. Die neugegründete Sarrasani Event GmbH dagegen kehrte nach 115 Jahren nach Radebeul zurück, wo Sarrasani bis 2018 in der Goldenen Weintraube neben den Landesbühnen Sachsen als neuer Pächter die „Theaterkneipe“ betrieb.
2024 hatte Sarrasani im Trocadero-Zelt in Dresden am Elbepark 16.500 Besucher in 47 Vorstellungen.

## Generationenübersicht
- Hans Stosch-Sarrasani senior (1873–1934)
- Hans Stosch-Sarrasani junior (1897–1941)
- Fritz Mey (1904–1993)
- Ingrid De Stosch-Sarrasani (1933–2022)
- André De Stosch-Sarrasani (* 1972)

## Ehemaliges Zirkusgebäude

### Architektur

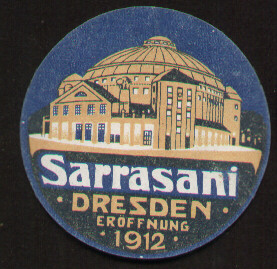
Werbe-Vignette zur Eröffnung 1912

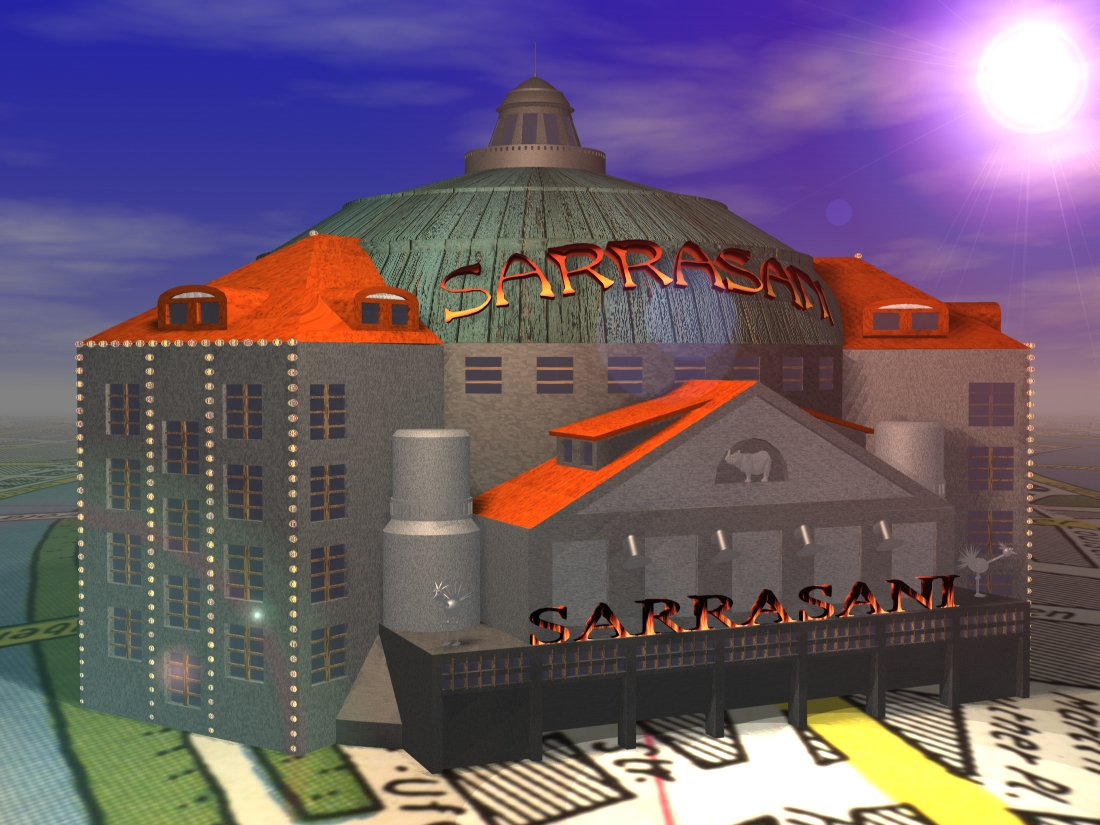
Virtuelles 3-D-Modell des Zirkusgebäudes im Zustand der 1930er Jahre

Das Haus, das „von der König-Albertstraße, der Villierstraße, dem Beaumont-Platz, der Briestraße und dem Königin-Carola Platz“ (aus dem Kaufvertrag) umschlossen war, war seinerzeit Europas modernster Zirkusbau. „Sein Herzstück war der frei gespannte Kuppelraum mit einem Durchmesser von 46,50 m und einer lichten Höhe von 28,95 m […] seine gesamte Höhe betrug 35,75 m […] die Manege erhielt die Standardabmessungen von 13,20 m im Durchmesser, sie konnte abgesenkt und mit Wasser gefüllt werden; die Bühne erreichte eine Höhe von 17,15 m und wurde mit einem Asbestvorhang abgeschlossen.“ (sinngemäß zitiert aus Ernst Günther: Sarrasani, wie er wirklich war)
Bei der Verwendung der Baumaterialien sparte Stosch an keiner Stelle. Das Gebäude galt als das „feuersicherste weit und breit, so dass es nicht selten Ziel von Exkursionen von Bauleuten und Feuerwehren wurde. […] Sämtliche eisernen Unterkonstruktionen der Ränge, Logen und Galerien wurden von unten feuersicher verkleidet. Einige Bauteile und die Stallanlagen führte man in massivem Backstein aus, die wichtigsten Treppen, sowie die Decken von Keller und Erdgeschoss in Eisenbeton. Ränge, Logen, Parkett, Galerie erhielten eigene, voneinander unabhängige Treppenanlagen, die ins Freie führten (die Galerie allein acht!). Außerdem wurden ein Gefahrenstellen-Anzeiger, 42 Druckknopfmelder und 22 Temperaturmelder eingebaut, die einen Brand automatisch der städtischen Hauptfeuerwache meldet.“ (sinngemäß zitiert aus Ernst Günther: Sarrasani, wie er wirklich war) Das Eingreifen externer Hilfskräfte war aber nicht immer erforderlich, da sich im Gebäude eine eigene Feuerwache, Polizei- und Sanitätsstation befand. Feuerwehrmann Paul Großmann, der in der Feuerwache nebenan angestellt war, meinte, dass „dieses Gebäude für uns ein Schulungsbeispiel“ ist. Alle Feuerwehrleute dieser Wache erhielten als kleinen Bonus vergünstigte Eintrittspreise.
Die genaue Kapazität des Zuschauerraumes ist bis heute nicht eindeutig geklärt, da Sarrasani vom „Theater der 5000“ sprach, aber die Unterlagen der Baupolizei 3860 ergaben (840 Parkett und Logen, 920 im ersten und 512 im zweiten Rang und 1588 auf der Galerie). Die Vermutung, dass man diese Zahl durch „Stopfen“ erreichen könne, galt nicht als wahrscheinlich, da Stosch sehr auf Sicherheit bedacht war und außerdem hätte man so niemals über 1000 Zuschauer „reinquetschen“ können. Vermutlich war die Zahl 5000, die Stosch erwähnte, nur eine Wunschzahl.
Des Weiteren befanden sich im Gebäude ein Speiserestaurant mit Künstlerklause, Dienstwohnungen, ein Kellerrestaurant sowie drei Buffets zur Pausenversorgung. Auch ein Salon war vorhanden, der die ganze Nacht über offen blieb, ein Kabarettprogramm zeigte und eine „American Bar“ enthielt.

### Nutzung des Gebäudes
Das Gebäude des Zirkus Sarrasani hatte bei aller Fortschrittlichkeit auch einen beträchtlichen Nachteil – die Akustik. Die schlechte Qualität der Akustik wurde bereits bei der Einweihung bemerkt. Dieses Problem, das dem Direktor zeitlebens Sorgen bereitete, verhinderte die Mitbenutzung als Theater. Zwar gab es einige Nutzungsversuche als Stadthalle, aber es blieb dabei. Im Laufe seines 33-jährigen Bestehens wurde es trotzdem als Varietétheater und für Sportveranstaltungen bis hin zu Großveranstaltungen genutzt. Es fiel oft auf, dass Stosch das Zirkusgebäude eher an Linke als an Rechte vermietete und an solche, die sein potenzielles Publikum waren. Am 3. August 1924 fand eine viel beachtete „Friedenskundgebung“ und im April 1925 eine „Marx-Kundgebung“ statt.
Nach den Grundbucheinträgen war Hans Stosch für das Grundstück ab 1910 und für das Gebäude ab 1913 Alleineigentümer, in der Erbfolge wurde sein Sohn und danach die Ehefrau des Juniors, Trude Stosch-Sarrasani Eigentümer und das Grundstück blieb in Familienbesitz. Da sich die Erben 1945 nicht gemeldet hatten, kam es in Treuhandverwaltung. Bis dahin wurde über eine Neubebauung als Zirkus gemutmaßt. 1970 wurde es in Volkseigentum überführt und für Wohnungsneubau genutzt.

## Hauptattraktionen
Einige Hauptattraktionen des Zirkus sind oder waren

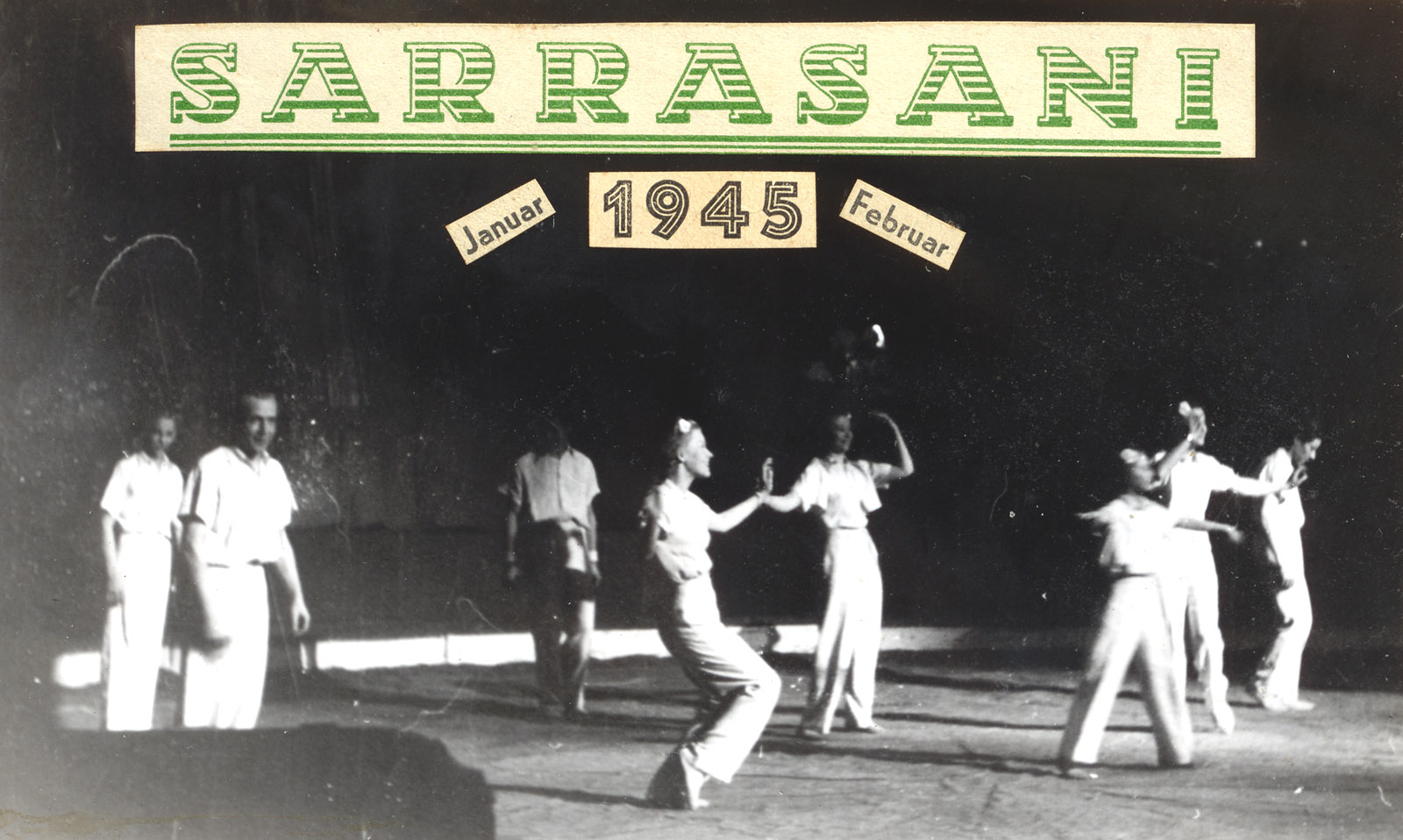
Bob Gerry Troupe 1

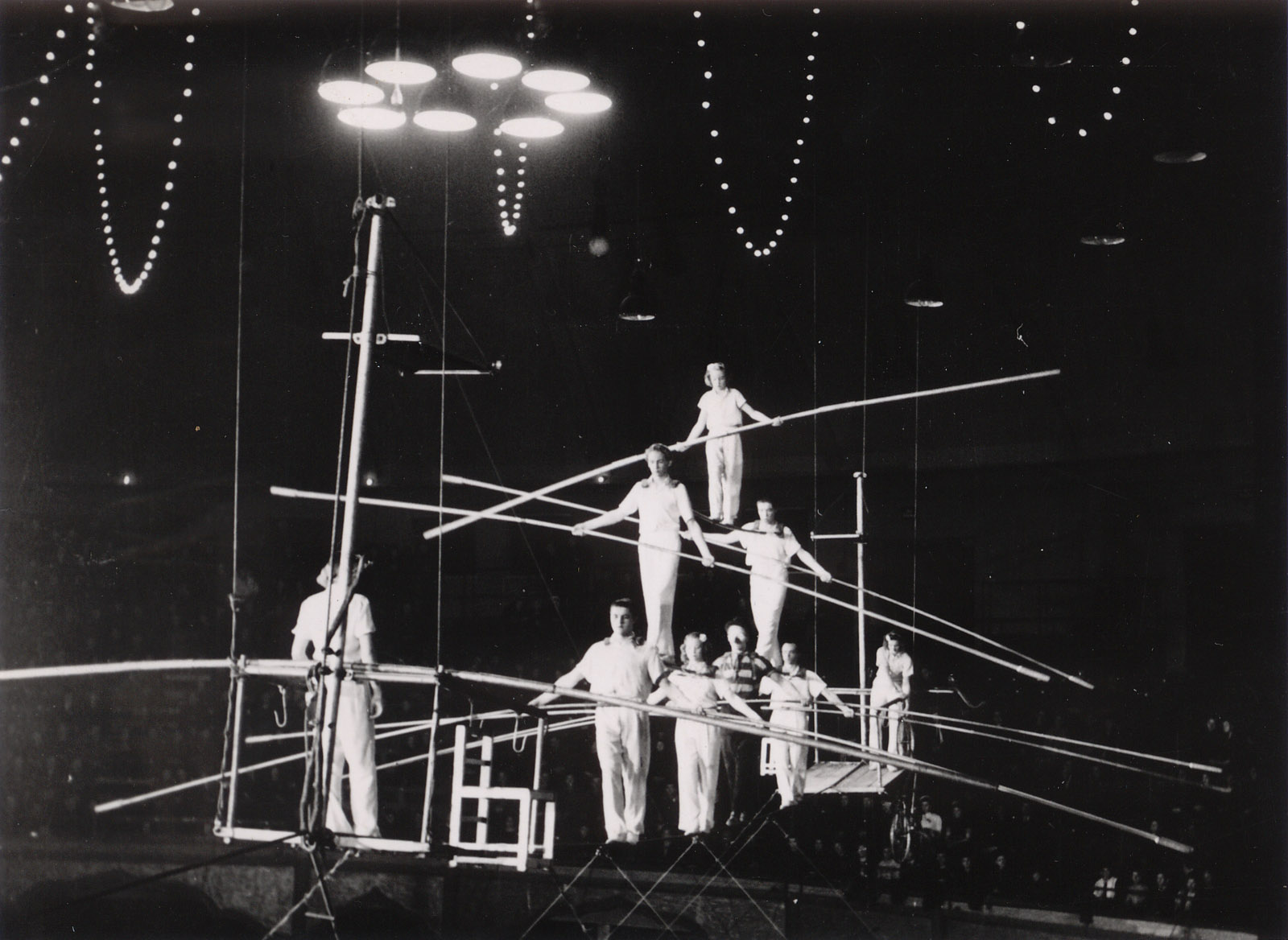
Bob Gerry Troupe 2

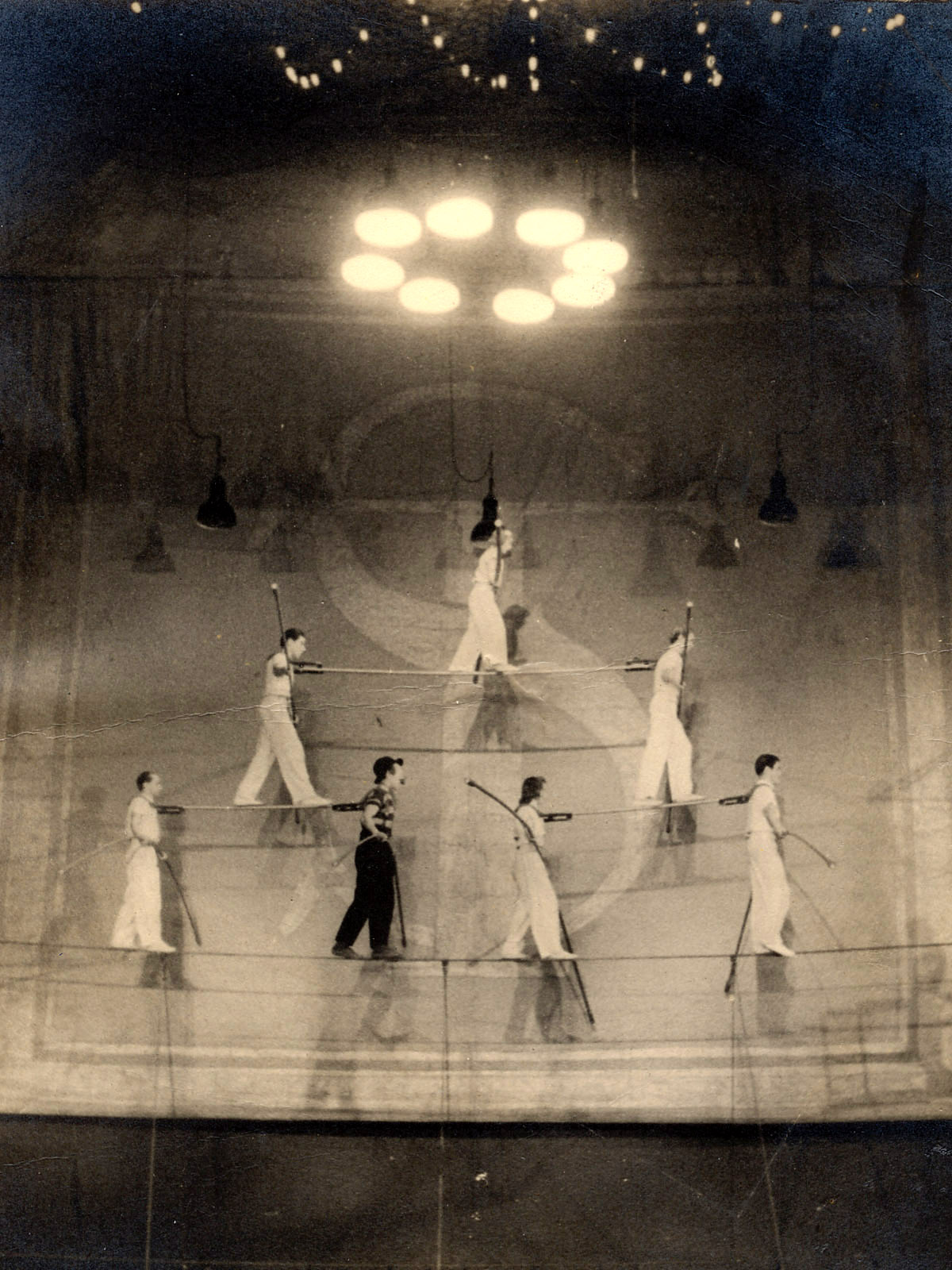
Bob Gerry Troupe 3

- Bob Gerry Troupe – Hochseilartistik
- Japanertruppe,
- der lange Emil und der kleine Max,
- Stelzenläufer als Musiker,
- Kunstschützen,
- Zwergclown Francois & Wunderesel Rigolo,
- das menschliche Känguru Aage Markoni
- Wild-West-Show mit echten Indianern des Stammes Lakota-Sioux aus dem Pine-Ridge-Reservat. Als Häuptling wurde Edward Two-Two auserkoren und
- spezielle Vorführungen mit Tiger- und Elefantengruppen.

## Zitate über Sarrasani
- „In der langen Reihe großer deutscher Künstler, Wissenschaftler und Techniker darf Hans Stosch-Sarrasani nicht fehlen.“ ( Junge Welt, 9. August 1985.)
- „Sarrasani war ohne Zweifel ein Weltbegriff und hat in den ersten Jahrzehnten unseres Jahrhunderts ein gewichtiges Stück deutscher Geschichte mitgeschrieben.“ (CDU-Pressedienst, 30. Juli 1985.)
- „Er begründete ein Zirkusimperium, das für ein halbes Jahrhundert Niveau, Strömungen und Ausstrahlung dieser Kunst der Manege mitbestimmte.“ (DDR-JugendRadiosender DT 64, 19. September 1985.)
- „In Hans Stosch-Sarrasani sen. vereinten sich die Eigenschaften eines nach Höchstleistungen strebenden Künstlers, eines ständig auf Modernisierung seines Unternehmens bedachten Kaufmanns und nicht zuletzt eines cleveren Werbepsychologen.“ (Henschel-Mitteilungen 1984.)

## Der Zirkus Sarrasani im Film
Die Aufnahmen für den 1943 uraufgeführten, kommerziell sehr erfolgreichen deutschen Spielfilm Die große Nummer (Regie: Karl Anton) entstanden zu erheblichen Teilen in Kooperation mit Sarrasani.